# Portugalsko na Letních olympijských hrách 2004
Portugalsko se účastnilo Letní olympiády 2004. Zastupovalo ho 81 sportovců (64 mužů a 17 žen) v 16 sportech.

## Medailisté
| Medaile | Jméno            | Sport      | Soutěž                          |
| ------- | ---------------- | ---------- | ------------------------------- |
| Stříbro | Francis Obikwelu | Atletika   | Muži běh na 100 m               |
| Stříbro | Sérgio Paulinho  | Cyklistika | muži silniční závod jednotlivců |
| Bronz   | Rui Silva        | Atletika   | Muži běh na 1 500 m             |